# Eclissi solare del 20 agosto 1952
L'eclissi solare del 20 agosto 1952 è un evento astronomico che ha avuto luogo il suddetto giorno attorno alle ore 15.13 UTC. 
L'eclissi, di tipo anulare, è stata visibile in alcune parti del Centro America e del Sud America (Argentina, Bolivia, Cile, Perù e Uruguay).
L'eclissi è durata 6 minuti e 40 secondi.

## Percorso e visibilità
L'eclissi si è manifestata per prima nell'Oceano Pacifico orientale a circa 1.700 chilometri a nord dell'Isola di Pasqua all'alba locale, quindi la pseudo umbra della luna si è spostata verso est, penetrando in Perù e scendendo in Sud America spostandosi gradualmente verso sud-est in Bolivia, nella provincia di Tarija, raggiungendo qui il punto massimo di eclissi. Successivamente, la pseudo umbra ha continuato a spostarsi a sud-est, lasciando il Sud America al confine tra Brasile e Uruguay, entrando nell'Atlantico meridionale e terminando infine al tramonto a circa 860 chilometri a sud-ovest dell'isola Bouvet, un'isola vulcanica antartica.